# Haarlemmerstraat 4 (Amsterdam)
Haarlemmerstraat 4 te Amsterdam is een gebouw aan de Haarlemmerstraat, Amsterdam-Centrum.
De Haarlemmerstraat is een eeuwenoude straat net ten noorden van de Amsterdamse grachtengordel. De oorspronkelijke bebouwing is veelal al vervangen door nieuwbouw en daaropvolgende nieuwbouw. Op huisnummer 4, vlak bij de Singel, staat Haarlemmerstraat 4. Hier werd rond 1896 een woon-winkelpand gebouwd voor de bakkerij van J. Lucassen. Het ontwerp kwam van de architect Johannes Hendricus Lesmeister (1868-1941), die vooral bekend is vanwege werk in Amsterdam Oud-West en Amsterdam Oud-Zuid. Voor het Monumenten Inventarisatie Project vond men dertien door Lesmeister ontworpen gebouwen die in aanmerkingen konden komen voor de status van gemeentelijk monument (niet alle verzoeken werden ingewilligd). In 1903/1904 vond er nog een interne verbouwing plaats onder leiding van architecten Herman Hendrik Baanders en Herman Ambrosius Jan Baanders.
Het gebouw bestaat uit een winkelverdieping met een centraal gelegen entree. Aan de linkerkant daarvan is een aparte opgang voor de drie woonetages daarboven. Het geheel wordt afgesloten door een zolderetage met halsgevel met klauwhamers. De daklijst kent enkele versieringen in de vorm van bollen op consoles. De gevel wordt afgesloten met een torentje. De gevel en ontlastingebogen bestaan veelal uit baksteen hier en daar onderbroken door natuurstenen sluitstenen en banden. Het gebouw is sinds november 2004 een gemeentelijk monument. 
De familie Lucassen heeft hier generaties lang het vak van bakker uitgeoefend; in 1991 was hier de vijfde generatie aan het werk. Ook in de 21e eeuw (2022) is hier een bakkerij gevestigd (Stadsbakkerij Jongejans). In 1991 maakt de laatste Lucassen nog melding van een aanwezig tegeltableau vervaardigd door Plateelfabriek De Distel. Er hangt een sierlijke en artistieke gaper aan de voorgevel (bakker bakt brood).
Het aanpalend gebouw Haarlemmerstraat 2 is hier de blikvanger; ze draagt sinds 1920 een reclame voor Noord-Braband Verzekeringen, die hier tussen 1920 en circa 1937 gevestigd was. Haarlemmerstraat 6 is sinds 1970 een rijksmonument.

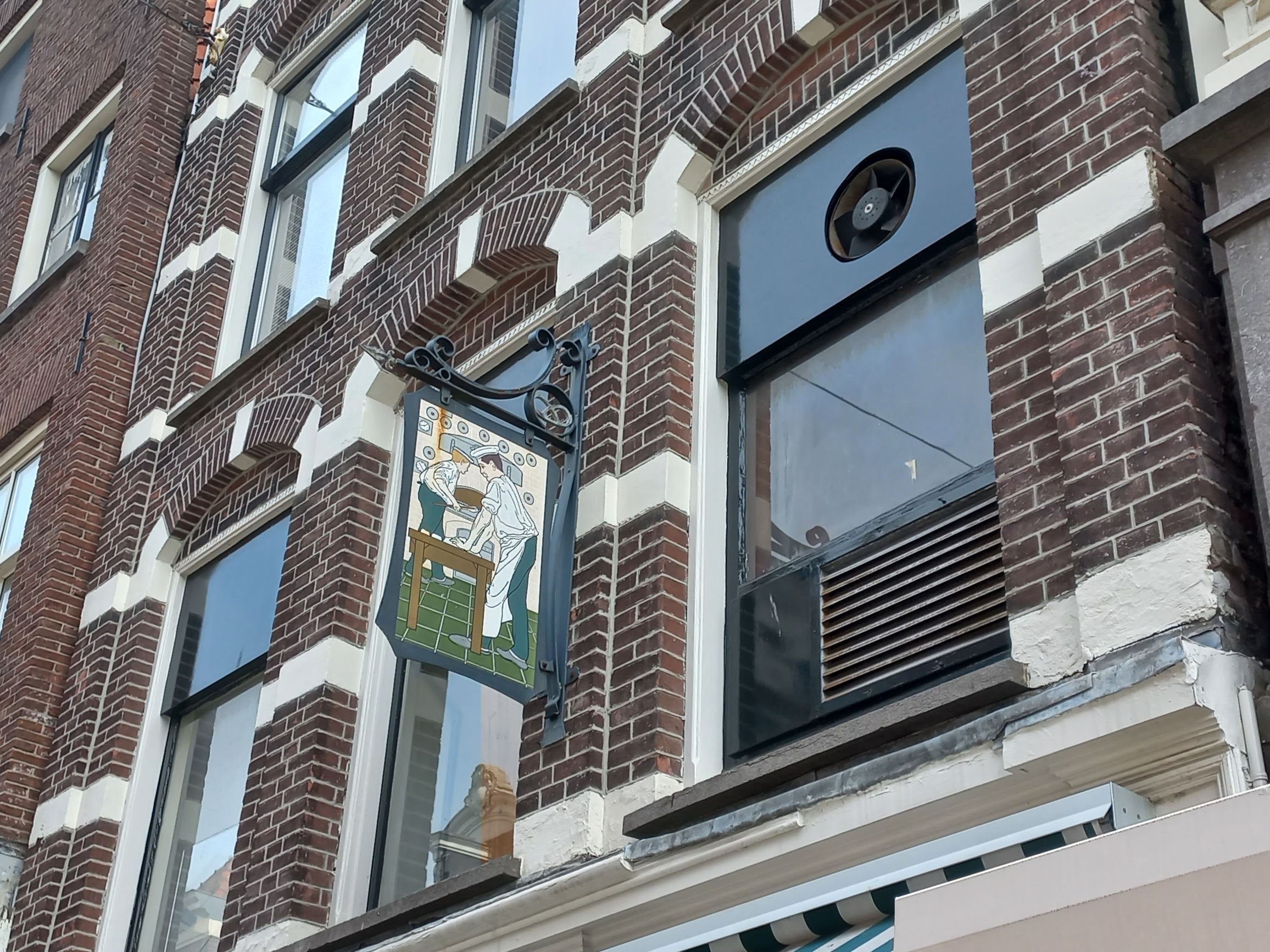
Gaper (augustus 2022)